# 利文斯顿堂区 (路易斯安那州)
利文斯頓堂區（英語：Livingston Parish）是美國路易斯安那州東部的一個堂區。面積1,820平方公里。根據美國2000年人口普查，共有人口91,814人。治所利文斯頓 (Livingston)。
成立於1832年2月10日。堂區名紀念安德魯·傑克遜時期的國務卿愛德華·利文斯頓 (Edward Livingston)。